# Jean de Chambrier

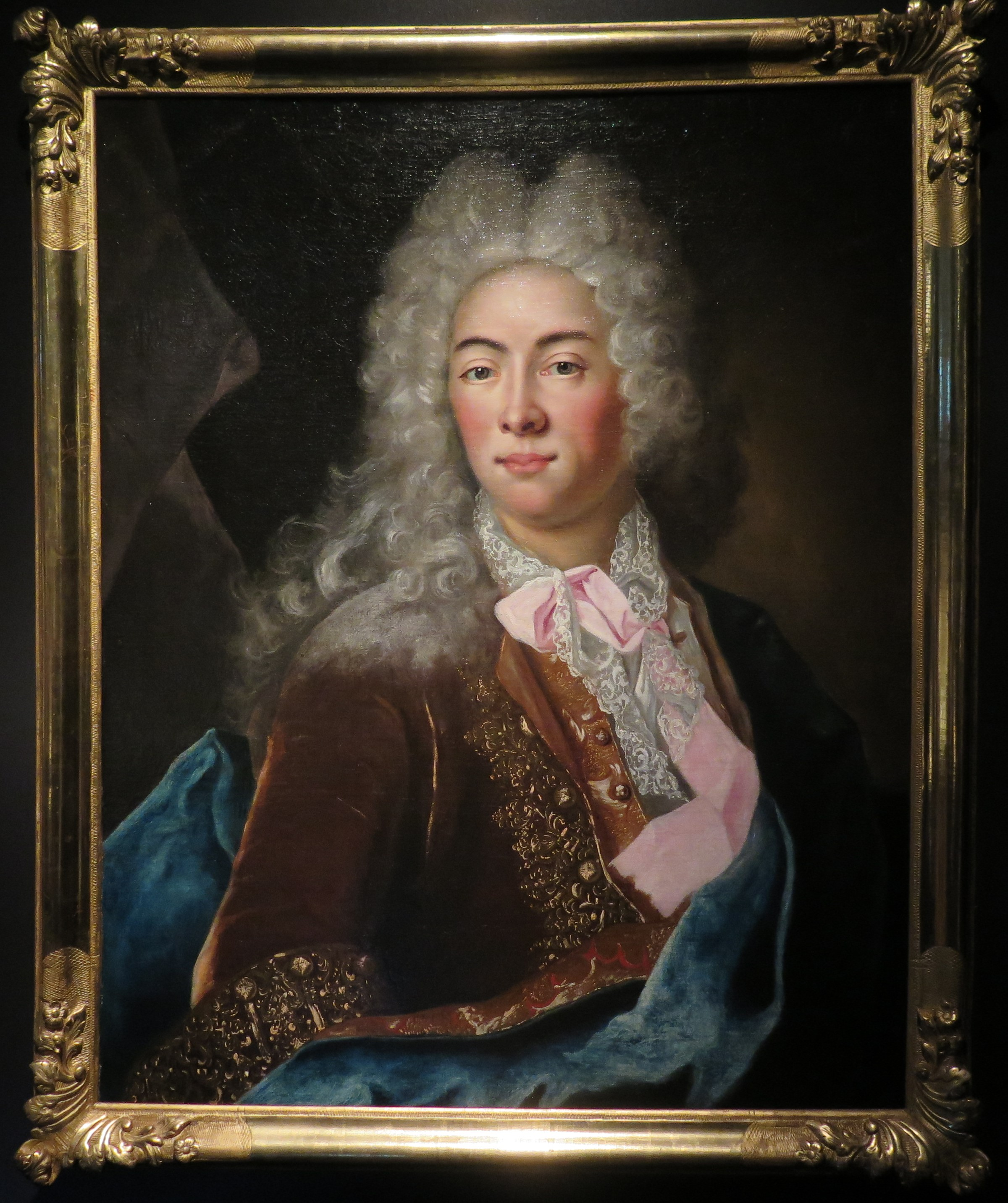
J. van der Velde: Jean de Chambrier, 1720

Jean de Chambrier, seit 1737 Baron de Chambrier, (* 31. Juli 1686 in Neuenburg; † 26. Juni 1751 in Wesel) war ein Neuenburger Diplomat und Gesandter. Chambrier war Sondergesandter und Bevollmächtigter Minister von Preußen am königlich-französischen Hof.

## Leben
Die Familie Chambrier stammte ursprünglich aus Burgund und kam Anfang des 15. Jahrhunderts nach Neuenburg. Angehörige des Geschlechts erlangten im Laufe der Zeit im Fürstentum Neuenburg die höchsten Würden. Kaiser Maximilian II. bestätigte 1571 Claudius Philibert Chambrier seinen alten Adel. François de Chambrier (* 12. Mai 1663 in Neuenburg; † 19. Februar 1730), der Vater von Jean de Chambrier, war als Staatsrat und Maire ein einflussreicher Magistrat in Neuenburg. Seine Mutter Salome (* 1665 in Neuenburg; † 16. Juli 1738) war die Tochter des Neuenburgers Moritz Chambrier.
Chambrier studierte ab 1703 zunächst an der Universität Basel und ab 1706 an der Sorbonne in Paris, wo er sich auch um 1709 niederließ. In der französischen Hauptstadt kümmerte er sich vor allem um die Bank- und Handelsgeschäfte seines Vaters. Bereits 1707 hatten sich die neuenburgischen Stände, nach dem Aussterben des bis dahin herrschenden Fürstenhauses Orléans-Longueville, für den König von Preußen als neuen Landesherren entschieden, der das Fürstentum in Personalunion regierte. Als Neuenburger wurde Chambrier 1721 dem preußischen König Friedrich Wilhelm I. empfohlen, die Geschäfte der vakanten preußischen Gesandtschaft in Paris zu übernehmen. Er zögerte allerdings und äußerte Bedenken, da er den Posten ohne Entschädigungen antreten sollte, nahm aber das Angebot wenig später an. Zum Dank ernannte ihn der preußische König zum Neuenburger Staatsrat. Mit seinem Beglaubigungsschreiben war er offiziell als preußischer Vertreter in Paris akkreditiert, womit auch das Privileg diplomatischen Immunität verbunden war.
Seine Berichte aus Frankreich wurden in Berlin wohlwollend aufgenommen. Bereits zwei Jahre später wurde Chambrier zum preußischen Minister am französischen Hof ernannt und er erhielt ein regelmäßiges Gehalt. Bei einem Aufenthalt in Berlin im Herbst 1723 wurde er mit dem Orden De la Générosité ausgezeichnet. Am 31. August 1737 wurde er für seine Verdienste in den preußischen Freiherrenstand erhoben. Mit der Amtsübernahme von Friedrich II. von Preußen 1740 erhielt Chambrier am 16. April des Jahres ein neues Beglaubigungsschreiben mit der Rangerhöhung zum Ministre plénipotentiaire. Seine Besoldung wurde auf 20.000 Französische Franc im Jahr erhöht.
Im Frühsommer 1751 wurde Chambrier in das niederrheinische Wesel beordert, wo er am 26. Juni 1751, im Alter von 65 Jahren, verstarb. Noch kurz vor seinem Tod hatte er eine Unterredung mit Friedrich II., der ihn persönlich aufsuchte und mit dem er die Lage in Frankreich erörterte. Seine 1748 geschlossene Ehe mit Maria Anna Raworth blieb kinderlos.